# 籠の聖母 (コレッジョ)

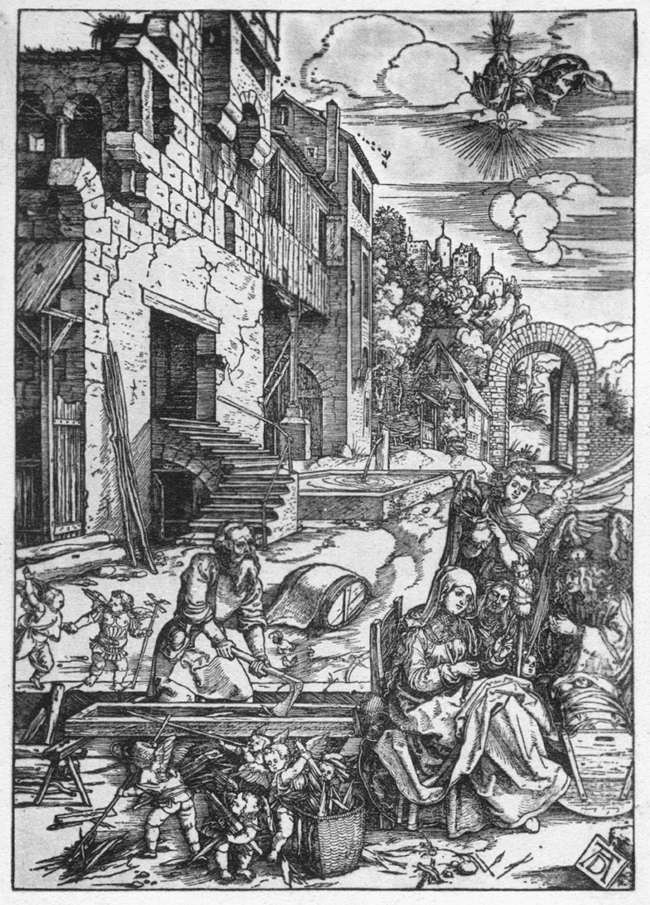
アルブレヒト・デューラーの木版画シリーズ『聖母の生涯』の中の1枚。廃屋の近くでヨセフは大工仕事をし、聖母マリアは糸を紡ぎ、幼児のキリストはかごの中で眠っている。大英博物館所蔵。

『籠の聖母』（伊: Madonna della Cesta, 英: The Madonna of the Basket）は、ルネサンス期のイタリアの画家コレッジョが1524年頃に制作した絵画である。名前の由来は絵画に籠が描かれていることによる。油彩。コレッジョ特有の優しく穏やかな聖母子像が特徴で、画家の芸術が成熟を見せる時期に制作され、ジョルジョ・ヴァザーリによって早くも言及されている。小品ながらも保存状態はきわめてよく、レオナルド・ダ・ヴィンチなど様々な巨匠の影響がうかがえる作品となっている。現在はロンドンのナショナル・ギャラリーに所蔵されている。ただし展示はされていない。

## 作品
コレッジョは『聖書』の登場人物を親しみやすく愛情豊かな日常生活の中に描いている。聖母マリアは伝統的な青いローブではなく薔薇色の服を着て、大きな木の下に座り、幼いキリストを膝の上に乗せ、編み終わったばかりの灰色を帯びた青色の衣服を試しに着せようとしている。しかし幼いキリストは身をよじっており、その右手は祝福を授ける身振りをしながら両腕を広げている。その様子はゴルゴダの丘で磔刑に処される未来を予告するかのようである。聖母マリアの横には先ほどまで使用していたであろう仕事道具の黒い鉄の鋏と羊毛の毛糸玉と、それを入れた籠が置いてある。彼女が編んだ衣服は、もしかしたら彼とともに成長したと伝説で語られ、『ヨハネの福音書』19章23–24で語られている兵士が十字架の下で籤を引いて持主を決めたというキリストの「縫い目のない衣」かもしれない。
ヨセフは背景の少し離れた場所に描かれている。彼は鉋を持ち、大工としての仕事に励んでいる。彼らの住む家は古代の遺跡のそばに建てられているが、これは古代の異教の残骸の中から新しい信仰が生まれたことを象徴している。ヨセフの働く姿と遺跡の図像はドイツの画家、版画家のアルブレヒト・デューラーの木版画との類似が指摘されている。これは聖母の生涯を描いた20の版画シリーズのうち、エジプトに逃避する聖家族を描いたもので、ヨセフは廃屋のそばで大工の仕事をしており、聖母は糸を紡ぎ、幼児キリストは籠の中で眠り、その様子を複数の天使たちが見つめている。しばしば、エジプトへの逃避は楽園を追放された後のアダムとイヴの労苦と重ねて解釈されてきた。美術史家デイビット・エクセルジャンによると、デューラーとの類似性からコレッジョのドイツ美術への関心が窺えるという。
本作品の制作時期は、ちょうどコレッジョがサン・ジョヴァンニ・エヴァンジェリスタ聖堂に関するいくつかの作品を制作していた頃にあたり、同時期に制作され、現在パルマ国立美術館に所蔵されている『キリスト哀卓』ときわめて近い関係にある。十字架から降下したキリストを取り巻く人々の心が砕けるような激しい悲哀を描いた『キリスト哀卓』に対して、本作品は聖家族の優しく穏やかな日常を描いており、鑑賞者に対して感情的に開かれた作風は後のバロックを予告している。
レオナルド・ダ・ヴィンチの作品に学んだスフマートによる輪郭をぼかす技術と、ティツィアーノ・ヴェチェッリオらヴェネツィア派の色彩とブラシの影響が見て取れる半面、左上から右下に落ちる斜めに分割された構図は斬新であり、聖母のねじれたポーズ、およびキリストの脚に見られる極端な短縮法など、成熟期のコレッジョの芸術の巧みさをよく示している。

## 来歴

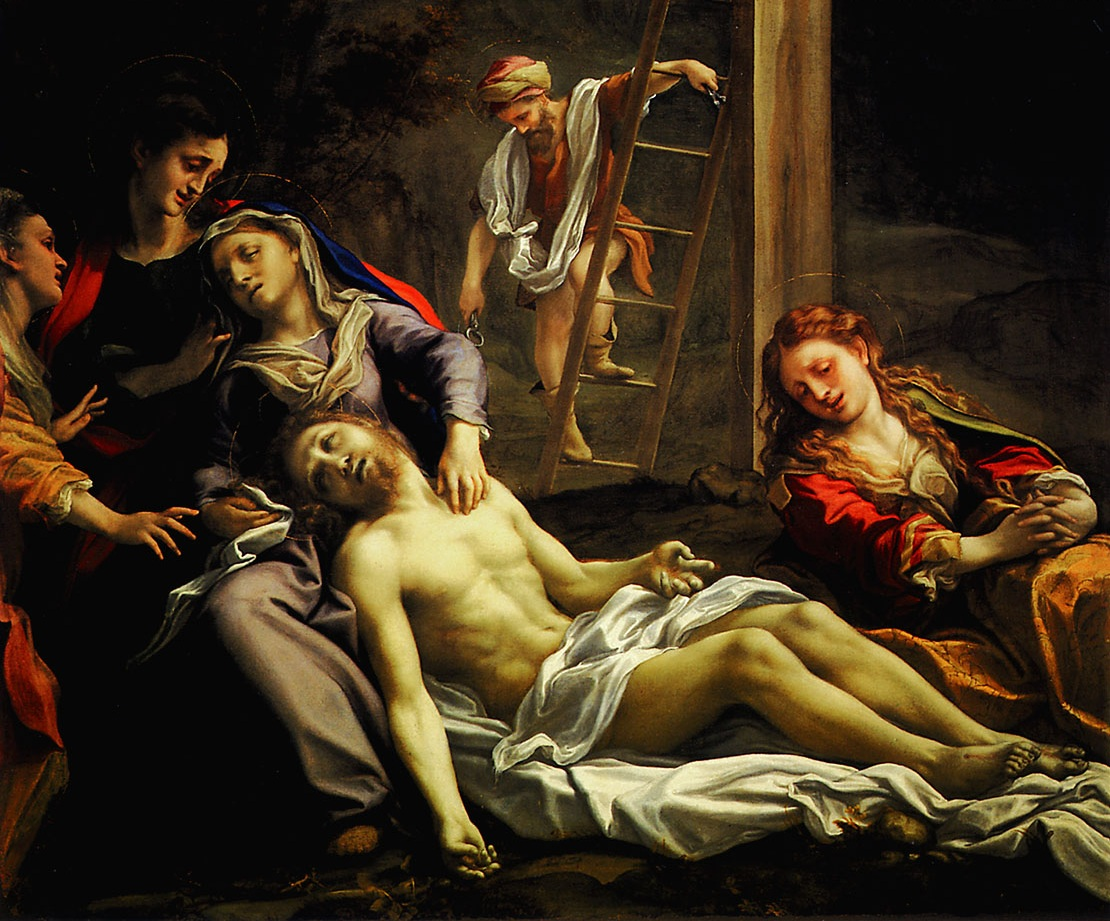
本作品と同時期に制作された『キリストの哀卓』。パルマ国立美術館所蔵。

ヴァザーリの記述から本作品はパルマの貴族、カヴァリエール・フランチェスコ・バイアルド（1486年-1561年, Cavaliere Francesco Baiardo）のコレクションであったことが知られている。この人物は詩人アンドレアの息子で、コレッジョの友人であり、後にパルミジャニーノのパトロンとなった。
次に記録に現れたとき絵画はスペインに移っており、マドリードのアルカサルの1666年の目録に記載されている。その後、半島戦争中にイギリス人画家で美術商のジョージ・オーガスタス・ウォリスに売却され、ベルギーの画商クリスティアン・ヨハネス・ニーヴェンホイス（Christian Johannes Nieuwenhuys）の手に渡った。ナショナル・ギャラリーが本作品をニーヴェンホイスから購入したのは美術館設立の翌年の1825年のことである。価格は3,800ポンドであった。前年に取得した銀行家ジャン・ジュリアス・アンガースタインのコレクションはコレッジョと関係のある作品を複数含んでいたが、いずれも画家本人のものではなく、本作品の購入によって数少ないコレッジョの最初のコレクションを形成することとなった。

## 影響
本作品はヴァザーリによって『幼児のキリストにシャツを着せる聖母』と記録されている。おそらくヴァザーリの言及のおかげで、枢機卿フェデリコ・ボッロメオからミラノのコレクションのために複製が求められ、画家のジローラモ・マルケジーニ（Gerolamo Marchesini）がミニアチュールの複製を制作している。またローマの有名な女性版画家ディアナ・スクルトリもまた1577年にエングレービングによるコピーを制作している。

## ギャラリー
ナショナル・ギャラリーはほかに以下のようなコレッジョの絵画を所蔵している。

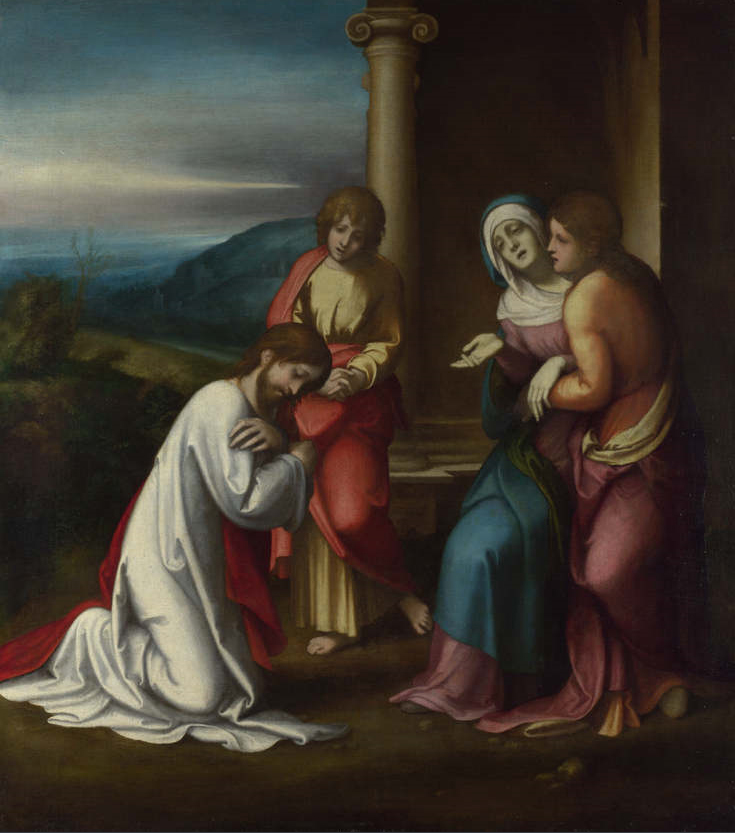
『母のもとを去るキリスト』1514年以前
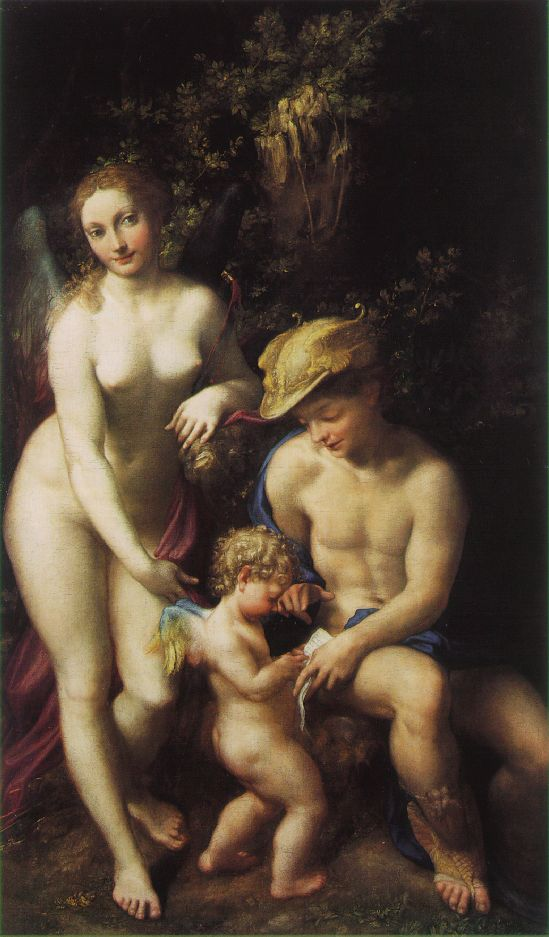
『キューピッドの教育』1525年
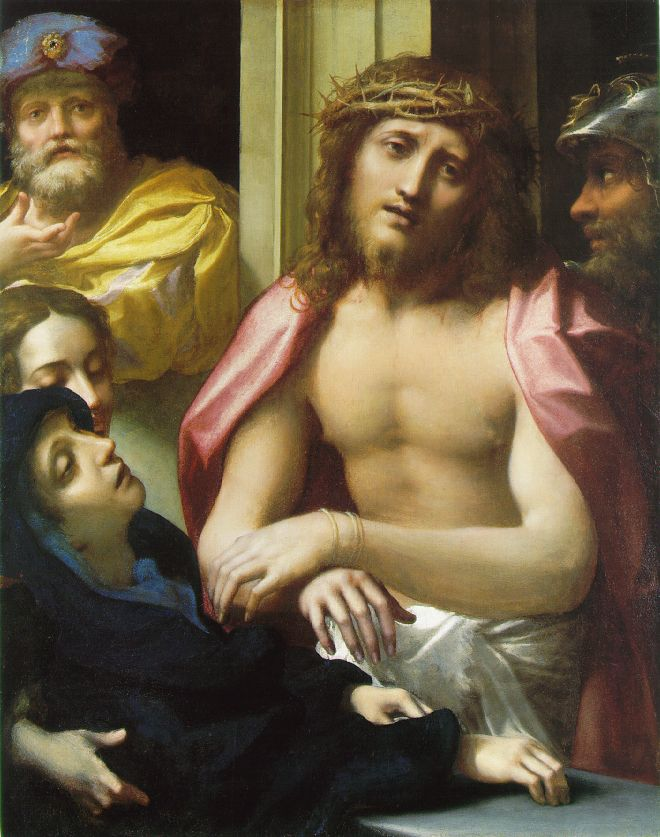
『この人を見よ』 1525年-1530年